# Blepharipa chaetoparafacialis
Blepharipa chaetoparafacialis är en tvåvingeart som beskrevs av Chao 1982. Blepharipa chaetoparafacialis ingår i släktet Blepharipa och familjen parasitflugor. Inga underarter finns listade i Catalogue of Life.